# Hi-8
Hi-8 é um formato de vídeo inventado pela Sony. Foi substituido pelo Digital 8 criado em 1999.[carece de fontes?]